# Alikuhnia erythraeus
Alikuhnia erythraeus är en ringmaskart som först beskrevs av Alikuhni 1949. Alikuhnia erythraeus ingår i släktet Alikuhnia, och familjen Hesionidae. Inga underarter finns listade i Catalogue of Life.